# داريل ستورمر
داريل مارك ستورمر (بالإنجليزية: Daryl Mark Stuermer)‏ هو عازف طبل وغيتار وكاتب أغاني أمريكي ولد في يوم 27 نوفمبر 1952 في مدينة ميلوكي، إشترك مع عدة فرق مثل فرقة جينيسيس مع فيل كولينز وفرقة إيرا.

## روابط خارجية
- داريل ستورمر على موقع IMDb (الإنجليزية)
- داريل ستورمر على موقع ميوزك برينز (الإنجليزية)
- داريل ستورمر على موقع أول ميوزيك (الإنجليزية)
- داريل ستورمر على موقع ديسكوغز (الإنجليزية)
- داريل ستورمر على موقع قاعدة بيانات الفيلم (الإنجليزية)